# 米尔科·科尔萨诺

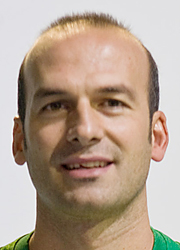
米尔科·科尔萨诺

米尔科·科尔萨诺（義大利語：Mirko Corsano，1973年10月28日—），意大利排球运动员。他曾代表意大利参加2000年和2008年夏季奥林匹克运动会排球比赛，其中2000年奥运会收获一枚铜牌，2008年奥运会则获得第四名。